# Arthur Boka
Arthur Boka (ur. 2 kwietnia 1983 w Abidżanie) – piłkarz z Wybrzeża Kości Słoniowej grający na pozycji obrońcy, reprezentant kraju. Grał w ASEC Mimosas, KSK Beveren, RC Strasbourg, VfB Stuttgart, Máladze CF i FC Sion.